# シャ乱Q ライブツアー 2006 秋の乱 ズルい「Live Live Live」
「シャ乱Q ライブツアー 2006 秋の乱 ズルい「Live Live Live」」（シャらんQ - あきのらん - ）は、シャ乱Qのライブビデオ。

## 収録曲
1. OPENING
2. 上・京・物・語
3. そんなもんだろう
4. 空を見なよ
5. MC
6. 大阪エレジー
7. 恋をするだけ無駄なんて
8. MC
9. 歩いてる
10. SANAFE
11. MC
12. カラスの女房  
ゲスト・中澤裕子
13. MC
14. 無造作紳士
ゲスト・飯田圭織
15. 涙の影
16. My Babe 君が眠るまで
17. こんなにあなたを愛しているのに
18. パワーソング
19. 18ヶ月
20. いいわけ
21. ズルい女
22. ラーメン大好き小池さんの歌
23. シングルベッド
24. MC
25. とってもメリーゴーランド

特典映像
- シャ乱NET MAKOTO
- メイキング映像